# Liste der Baudenkmäler in Viereth-Trunstadt
Auf dieser Seite sind die Baudenkmäler in der oberfränkischen Gemeinde Viereth-Trunstadt zusammengestellt. Diese Tabelle ist eine Teilliste der Liste der Baudenkmäler in Bayern. Grundlage ist die Bayerische Denkmalliste, die auf Basis des Bayerischen Denkmalschutzgesetzes vom 1. Oktober 1973 erstmals erstellt wurde und seither durch das Bayerische Landesamt für Denkmalpflege geführt wird. Die folgenden Angaben ersetzen nicht die rechtsverbindliche Auskunft der Denkmalschutzbehörde.
 Diese Liste gibt den Fortschreibungsstand vom 17. September 2022 wieder und enthält 35 Baudenkmäler.

## Baudenkmäler nach Gemeindeteilen

### Stückbrunn
| Lage                     | Objekt  | Beschreibung | Akten-Nr.     | Bild |
| ------------------------ | ------- | --- | ------------- | ---- |
| Stückbrunn 18 (Standort) | Kapelle | Sandsteinquaderbau auf ovalem Grundriss mit Kegelschieferdach und Laterne, halbrunder Chor, 1946/1947, von Wilhelm Zimmer; mit Ausstattung | D-4-71-207-35 | BW   |

### Trunstadt
| Lage                                                                                             | Objekt                                                          | Beschreibung | Akten-Nr.     | Bild           |
| ------------------------------------------------------------------------------------------------ | --------------------------------------------------------------- | --- | ------------- | -------------- |
| Alte Mainstraße; Nähe Trunstadter Hauptstraße (Standort)                                         | Wegkapelle                                                      | Sogenannte Flutkapelle, Satteldachbau mit kleiner Altarnische, bezeichnet „1784“, erneuert 1997                                                                                | D-4-71-207-19 | weitere Bilder |
| Kirchberg 15 (Standort)                                                                          | Pfarrhof                                                        | Zweigeschossiger Satteldachbau, massiv und verputzt, im Kern 17. Jahrhundert                                                                                                   | D-4-71-207-36 | weitere Bilder |
| Kirchberg 15 a (Standort)                                                                        | Pfarrhof: Stadel                                                | Fachwerk, Satteldach, frühes 19. Jahrhundert | D-4-71-207-36 | weitere Bilder |
| Kirchberg 17 (Standort)                                                                          | Pfarrkirche St. Petrus und Marzellinus                          | Saalbau, Satteldach, eingezogener Chor mit 5/8-Schluss und Pilastergliederung, Chorseitenturm mit welscher Haube, Sakristeianbau, 1694–1696 von Georg Baumann; mit Ausstattung | D-4-71-207-18 | weitere Bilder |
| Kirchberg 17; im Kirchhof (Standort)                                                             | Grabmal                                                         | Sandstein, Obelisk auf Balustersockel, spätes 18. Jahrhundert | D-4-71-207-18 | weitere Bilder |
| Mainäcker; westlich des Ortes an der Bundesstraße nach Schweinfurt (Standort)                    | Wegkapelle                                                      | Giebeldach mit Ziegeln, bekrönendes Steinkreuz, Mitte 18. Jahrhundert | D-4-71-207-32 | weitere Bilder |
| Oberer Messingner Herrgott; Einmündung der Straße nach Priesendorf in die Kreisstraße (Standort) | Bildstock                                                       | Sogenannter Messingener Herrgott, Sandstein, Schaft viereckig, Aufsatz mit Pietà-Relief und bekrönendem Steinkreuz, wohl 18. Jahrhundert                                       | D-4-71-207-30 | weitere Bilder |
| Sandstraße (Standort)                                                                            | Heiligenhäuschen                                                | Segmentbogennische, Giebeldach mit Ziegeln, zweite Hälfte 18. Jahrhundert | D-4-71-207-22 | weitere Bilder |
| Schloßplatz 2 (Standort)                                                                         | Ehemaliges Amtshaus                                             | Zweigeschossiger, giebelständiger Satteldachbau mit Staffelgiebel, Sandsteinquader verputzt, im Kern um 1600, Ende 19. Jh. verändert                                           | D-4-71-207-20 | weitere Bilder |
| Schloßplatz 2 (Standort)                                                                         | Zehntstadel                                                     | Traufständiger Satteldachbau mit Staffelgiebel, Sandsteinquader verputzt, im Kern um 1600, bezeichnet „18..“ (Baumaßnahmen erste Hälfte 19. Jahrhundert)                       | D-4-71-207-20 | weitere Bilder |
| Schloßplatz 6 (Standort)                                                                         | Ehemaliges Rüssenbachschloss                                    | Stattlicher, dreigeschossiger Satteldachbau mit Staffelgiebel, Sandsteinquader verputzt, um 1558                                                                               | D-4-71-207-21 | weitere Bilder |
| Nähe Schloßplatz (Standort)                                                                      | Ehemaliges Rüssenbachschloss: Reste der Ringmauer               | mit Ansätzen runder Ecktürme | D-4-71-207-21 | weitere Bilder |
| Nähe Schloßplatz (Standort)                                                                      | Ehemaliges Rüssenbachschloss: Freistehender Rundturm            | verputzt, Kegeldach, bezeichnet „1558“ | D-4-71-207-21 | weitere Bilder |
| Schloßplatz 7 (Standort)                                                                         | Ehemaliges Rüssenbachschloss: Nebengebäude                      | 17. bis 19. Jahrhundert, mit eingebautem Rest eines runden Eckturms | D-4-71-207-21 | weitere Bilder |
| Schloßplatz 7 (Standort)                                                                         | Ehemaliges Rüssenbachschloss: Schlossgraben im Süden und Westen | | D-4-71-207-21 | BW             |
| Stückbrunner Straße; am Kirchberg (Standort)                                                     | Ehemaliges Friedhofskreuz                                       | Sandstein, Sockel mit Inschrift, Blechbedachung, 18. Jahrhundert | D-4-71-207-29 | weitere Bilder |
| Stückbrunner Straße 1; Trunstadter Hauptstraße 27 a (Standort)                                   | Bauernhaus                                                      | Eingeschossiger Satteldachbau, Fachwerk, um 1700, verändert | D-4-71-207-37 | weitere Bilder |
| Trunstadter Hauptstraße; westlicher Ortsausgang (Standort)                                       | Bildhäuschen                                                    | Mit vergitterter Nische, Giebeldach und Metallkreuz, 19./20. Jahrhundert | D-4-71-207-31 | weitere Bilder |
| Trunstadter Hauptstraße 17; Trunstadter Hauptstraße 17 a (Standort)                              | Ehemalige Vogtei                                                | Von 1810 bis 1905 Synagoge, heute Wohnhaus, zweigeschossiger, giebelständiger Satteldachbau, massiv und verputzt, 16./17. Jahrhundert                                          | D-4-71-207-24 | BW             |
| Trunstadter Hauptstraße 21; Trunstadter Hauptstraße 17 b; Trunstadter Hauptstraße 19 (Standort)  | Ehemaliger Gasthof Linde                                        | Zweigeschossiger traufständiger Satteldachbau, Gurtgesims, Fensterrahmen und Brüstungsfelder                                                                                   | D-4-71-207-25 | weitere Bilder |
| Trunstadter Hauptstraße 21; Trunstadter Hauptstraße 17 b; Trunstadter Hauptstraße 19 (Standort)  | Stallung                                                        | Massiv und verputzt, Flachsatteldach; erste Hälfte 19. Jahrhundert | D-4-71-207-25 | weitere Bilder |
| Trunstadter Hauptstraße 29 (Standort)                                                            | Rest einer Mauer                                                | Ehemals zum Schloss gehörig, um 1600 | D-4-71-207-26 | weitere Bilder |
| Trunstadter Hauptstraße 33 (Standort)                                                            | Wohnhaus                                                        | Zweigeschossiger Halbwalmdachbau, Erdgeschoss massiv und verputzt, Fachwerkobergeschoss, wohl Mitte 19. Jahrhundert                                                            | D-4-71-207-27 | weitere Bilder |

### Viereth
| Lage                                                      | Objekt                                 | Beschreibung | Akten-Nr.     | Bild               |
| --------------------------------------------------------- | -------------------------------------- | --- | ------------- | ------------------ |
| Am Kirchberg 6 (Standort)                                 | Katholische Kuratiekirche St. Jakobus  | Saalbau mit eingezogenem Chor, Sakristeianbau, mächtiger Giebelreiter mit gedrungener Zwiebelhaube, 1762/63 von Johann Litzenberger und Christian Weyrauther; mit Ausstattung | D-4-71-207-1  | weitere Bilder     |
| Am Kirchberg 12 (Standort)                                | Heiligenhäuschen                       | vergitterte Segmentbogennische, Giebeldach mit Ziegeln, 18. Jahrhundert | D-4-71-207-12 | weitere Bilder     |
| Blumenstraße 17 (Standort)                                | Ehemalige Synagoge                     | heute Wohnhaus, zweigeschossiger massiver und giebelständiger Satteldachbau, im Wesentlichen nach 1862, stark verändert | D-4-71-207-2  | Ehemalige Synagoge |
| Im Nickelswald; Straße nach Tütschengereuth (Standort)    | Vesperbild                             | Sandstein 19. Jahrhundert | D-4-71-207-16 | BW                 |
| Kapelleinsäcker; Trosdorfer Weg (Standort)                | Wegkapelle                             | Satteldachbau mit Altarnische und bekrönendem Eisenkreuz, 19. Jahrhundert | D-4-71-207-17 | Wegkapelle         |
| Main; Nähe Schleuse; Oberer Anger (Standort)              | Staustufe Viereth                      | Kraftwerkshaus, massiver, dreigeschossiger Walmdachbau, Walzenwehr, Schleppzugschleuse, 1924–1926 | D-4-71-207-39 | weitere Bilder     |
| Nähe Hauptstraße (Standort)                               | Wegkapelle                             | Satteldachbau, um 1890, mit Muttergottes um 1700 | D-4-71-207-11 | weitere Bilder     |
| Schulstraße 2 (Standort)                                  | Drei Felsenkeller                      | sog. Rathausbrunnen, in den Felsen getriebene Stollenanlage mit Quellfassung zur kommunalen Wasserversorgung, 18./19. Jh., im Kern älter; sog. Brauereikeller, in den Felsen getriebener Lagerkeller der ehem. Brauerei Bergbräu mit Quellfassung, 18./19. Jh., im Kern älter; Lagerkeller Gleisengasse, in den Felsen getriebene Stollenanlage, 18./19. Jh., im Kern älter | D-4-71-207-41 | BW                 |
| Steigerwaldstraße 2; am westlichen Ortsausgang (Standort) | Bildstock                              | Sandstein, leicht gebauchte, ionische Säule mit Inschrift, Aufsatz mit bekrönendem Steinkreuz, barock, bezeichnet 1702 | D-4-71-207-10 | Bildstock          |
| Weiherer Straße, vor Nr. 29 (Standort)                    | Kruzifix                               | Sandstein, 19. Jahrhundert | D-4-71-207-13 | Kruzifix           |
| Weiherer Straße 4 (Standort)                              | Ehemals Gut der Bauern von Heppenstein | heute Wohnhaus, zweigeschossiger, giebelständiger Satteldachbau mit Fachwerkobergeschoss, verputzt, um 1700, im 19. Jahrhundert verändert | D-4-71-207-34 | weitere Bilder     |
| Weiherer Straße 6 (Standort)                              | Ehemalige Dorfschmiede und Wohnhaus    | heute Rathaus, zweigeschossiger Satteldachbau, Fachwerk, 1604 | D-4-71-207-5  | weitere Bilder     |
| Weiherer Straße 6 (Standort)                              | Heiligenhäuschen                       | vergitterte Nische in Bruchsandstein mit Jakobusstatue, 18./19. Jahrhundert | D-4-71-207-6  | weitere Bilder     |
| Weiherer Straße 8 a (Standort)                            | Ehemaliger Zehntstadel                 | giebelständiger Satteldachbau, Fachwerk, um 1720 | D-4-71-207-7  | weitere Bilder     |
| Weiherer Straße 10 (Standort)                             | Bauernhaus                             | zweigeschossiger Walmdachbau auf hohem Sockelgeschoss, massiv und verputzt, 18./19. Jahrhundert | D-4-71-207-8  | weitere Bilder     |
| Weiherer Straße 10 a (Standort)                           | Fachwerkbau                            | Eingeschossig, auf geschosshohem massiven Kellersockel, Wohnteil mit Frackdach, bezeichnet 1787 | D-4-71-207-4  | weitere Bilder     |
| Weiherer Straße 18 (Standort)                             | Bauernhaus                             | zweigeschossiger, giebelständiger Satteldachbau, Fachwerkgiebel, 18. Jahrhundert | D-4-71-207-9  | Bauernhaus         |
| Weihergrund; an der Straße nach Weiher (Standort)         | Wegkreuz                               | Sandstein, historistisch, bezeichnet 1877, 1934 | D-4-71-207-14 | BW                 |
| Weihergrund; an der Straße nach Weiher (Standort)         | Wegkapelle                             | Satteldachbau mit Altarnische, 18./19. Jahrhundert | D-4-71-207-15 | BW                 |

## Ehemalige Baudenkmäler
| Lage                             | Objekt            | Beschreibung | Akten-Nr.    | Bild |
| -------------------------------- | ----------------- | --- | ------------ | ---- |
| Viereth Hauptstraße 9 (Standort) | Gasthaus Mainlust | zweigeschossiger traufständiger Satteldachbau, Erdgeschoss massiv und verputzt, Obergeschoss Fachwerk, 18. Jahrhundert | D-4-71-207-3 | BW   |